# 1980–1981-es kupagyőztesek Európa-kupája
A KEK 1980–1981-es szezonja volt a kupa 21. kiírása. A győztes a szovjet FC Dinamo Tbiliszi lett, miután a döntőben 2–1-re legyőzte a keletnémet FC Carl Zeiss Jena együttesét.

## Selejtező
| 1. csapat | Össz. | 2. csapat     | 1. mérk. | 2. mérk. |
| --------- | ----- | ------------- | -------- | -------- |
| Celtic FC | 7–2   | Diósgyőri VTK | 6–0      | 1–2      |
| Altay SK  | 0–4   | SL Benfica    | 0–0      | 0–4      |

## Első forduló
| 1. csapat            | Össz.     | 2. csapat             | 1. mérk. | 2. mérk.   |
| -------------------- | --------- | --------------------- | -------- | ---------- |
| CF Castilla          | 4–6       | West Ham United FC    | 3–1      | 1–5 (h.u.) |
| Celtic FC            | 2–2 (ig.) | Politehnica Timişoara | 2–1      | 0–1        |
| Hibernians FC        | 1–4       | Waterford FC          | 1–0      | 0–4        |
| Kasztória FC         | 0–2       | FC Dinamo Tbiliszi    | 0–0      | 0–2        |
| Spora Luxembourg     | 0–12      | AC Sparta Praha       | 0–6      | 0–6        |
| PFK Szlavija Szofija | 3–2       | Legia Warszawa        | 3–1      | 0–1        |
| Hvidovre IF          | 3–0       | Fram                  | 1–0      | 2–0        |
| FC Ilves             | 3–7       | Feyenoord             | 1–3      | 2–4        |
| AS Roma              | 3–4       | FC Carl Zeiss Jena    | 3–0      | 0–4        |
| Valencia CF          | 5–3       | AS Monaco FC          | 2–0      | 3–3        |
| FC Sion              | 1–3       | Haugar Haugesund      | 1–1      | 0–2        |
| Newport County FC    | 4–0       | Crusaders FC          | 4–0      | 0–0        |
| AC Omonia            | 1–7       | KSV Waterschei Thor   | 1–3      | 0–4        |
| Fortuna Düsseldorf   | 8–0       | SV Austria Salzburg   | 5–0      | 3–0        |
| Malmö FF             | 1–0       | KF Partizani Tirana   | 1–0      | 0–0        |
| NK Dinamo Zagreb     | 0–2       | SL Benfica            | 0–0      | 0–2        |

## Második forduló
| 1. csapat           | Össz. | 2. csapat             | 1. mérk. | 2. mérk. |
| ------------------- | ----- | --------------------- | -------- | -------- |
| West Ham United FC  | 4–1   | Politehnica Timişoara | 4–0      | 0–1      |
| Waterford FC        | 0–5   | FC Dinamo Tbiliszi    | 0–1      | 0–4      |
| AC Sparta Praha     | 2–3   | PFK Szlavija Szofija  | 2–0      | 0–3      |
| Hvidovre IF         | 1–3   | Feyenoord             | 1–2      | 0–1      |
| FC Carl Zeiss Jena  | 3–2   | Valencia CF           | 3–1      | 0–1      |
| Haugar Haugesund    | 0–6   | Newport County FC     | 0–0      | 0–6      |
| KSV Waterschei Thor | 0–1   | Fortuna Düsseldorf    | 0–0      | 0–1      |
| Malmö FF            | 1–2   | SL Benfica            | 1–0      | 0–2      |

## Negyeddöntő
| 1. csapat            | Össz. | 2. csapat          | 1. mérk. | 2. mérk. |
| -------------------- | ----- | ------------------ | -------- | -------- |
| West Ham United FC   | 2–4   | FC Dinamo Tbiliszi | 1–4      | 1–0      |
| PFK Szlavija Szofija | 3–6   | Feyenoord          | 3–2      | 0–4      |
| FC Carl Zeiss Jena   | 3–2   | Newport County FC  | 2–2      | 1–0      |
| Fortuna Düsseldorf   | 2–3   | SL Benfica         | 2–2      | 0–1      |

## Elődöntő
| 1. csapat          | Össz. | 2. csapat  | 1. mérk. | 2. mérk. |
| ------------------ | ----- | ---------- | -------- | -------- |
| FC Dinamo Tbiliszi | 3–2   | Feyenoord  | 3–0      | 0–2      |
| FC Carl Zeiss Jena | 2–1   | SL Benfica | 2–0      | 0–1      |

## Döntő
| 1981. május 13. 20:15 |

| Dinamo Tbiliszi            | 2–1   | Carl Zeiss Jena |
| -------------------------- | ----- | --------------- |
| Gucaevi 67' Daraszelia 86' | (0–0) | Hoppe 63'       |

| Rheinstadion, Düsseldorf Nézőszám: 4750 Játékvezető: Riccardo Lattanzi (ITA) |

| Az 1980–1981-es kupagyőztesek Európa-kupája győztese |
| ---------------------------------------------------- |
| Dinamo Tbiliszi 1. cím                               |

## Lásd még
- 1980–1981-es bajnokcsapatok Európa-kupája
- 1980–1981-es UEFA-kupa